# Ояпоки
Вижте пояснителната страница за други значения на Ояпоки.
Ояпоки (на португалски: Oiapoque) е град — община в северната част на бразилския щат Амапа. Общината е част от икономико-статистическия микрорегион Ояпоки, мезорегион Северна Амапа. Населението на общината към 2010 г. е 20 426 души, а територията е 22 625.018 km2 (0,9 д./km²).

## История
През колониалния период, Ояпоки е част от капитанията Кабо Норти. В началото на 16 век, португалците в Америка водят битки с други европейци, за установяване на териториално влияние на юг от река Ояпоки — по това време позната с името Висенте Пинсон, и на север от Амазонка, за разширяване на колониалните империи които те представят.
Първите жители в региона са предци на индианците Уаянпи (Waiãpi), които живеят по крайбрежието на река Ояпоки, както и на общностите Галиби (Galibi) и Паликур (Palikur), живеещи в долината на река Уаса и притоците ѝ. Думата „Ояпоки“ произхожда от езика на индианците тупи-гуарани, като вариация на термина „ояп-ока“, което означава „дом на Уаянпите“.
Произходът на града се свързва с метиса Емил Мартиник, първият жител не-индианец в региона. По-късно местността е позната с името „Мартиника“, и дори днес все още може да се чуе това име, главно сред по-възрастните жители. През 1907 г., Федералното правителство създава първия военен отряд на общината, които служи като убежище за политически затворници. Няколко години по-късно, отрядът бива трансфериран в Санто Антонио, днес окръг Северна Клевеландия, като военен пост. С цел укрепване на националния суверенитет над съседните области поради спорните френско-бразилски претенции, бива издигнат паметник на отечеството, показващ началната точка на бразилската територия.
Ояпоки получава статут на община (град) на 23 май 1945 г., на основание закон № 7578.

## География
Ояпоки се намира в най-северната част на щата Амапа. Граничи на север с Френска Гвиана, на юг с общините Калсоени, Сера до Навио и Педра Бранка до Амапари. На изток се мие от водите на Атлантическия океан и на запад граничи с община Ларанжал до Жари. Според преброяването от 2010 г., населението на общината възлиза на 20 426 души, живеещи на територия от 22 625.018 km2 (0,9 д./km²).
Състои се от общинския център, Ояпоки и четири окръга:
- Северна Клевеландия (военна зона)
- Вила Веля (агро-добивни имоти)
- Вила Бразил
- Тапереба

Други места:
- Мост над река Касипоре (пресечна точка с път BR-156)
- Река Касипоре – важна както за автомобилния трафик по BR-156, така и за речния, главно за земеделците и животновъдите от региона, и за други по-малки населени места (индиански), като напр. Манга, Санта Изабел, Еспирито Санто, Асайзал, Урукаура и Кумарума.

Има само един път за връзка със столицата на щата, Макапа: междущатския BR-156, като разстоянието между двата града е около 600 km. Едва около 30% от пътя е асфалтиран. Ояпоки фолклорно е познат като входа и изхода за Европа през Френска Гвиана.

## Образование
Сред проектите на Плана за развитие на образованието, към бразилското Министерство на образованието, възложен на INEP (Национален институт за образователни изследвания), в Северния регион на страната, щат Амапа, обществените градски училища на територията на Ояпоки, през 2005 г. получават следната оценка по IDEB (Индекс на развитие на основното образование):
| IDEB оценка, училище и място | IDEB оценка, училище и място                        | IDEB оценка, училище и място |
| ---------------------------- | --------------------------------------------------- | ---------------------------- |
| Оценка                       | Училище                                             | Място                        |
| 3,0                          | Щатско училище Жоакин Каетану да Силва              | 102º                         |
| 5,2                          | Щатско училище Жоакин Набуку                        | 103º                         |
| 3,9                          | Общинско училище Проф. Мария Леополдина А. Родригис | 116º                         |